# Valéri Chevtchouk
Pour les articles homonymes, voir Chevtchouk.
Valéri Olexandrovytch Chevtchouk (en ukrainien : Валерій Олександрович Шевчук), né le 20 août 1939 à Jytomyr (RSS d'Ukraine, URSS) et mort le 6 mai 2025 à Kiev (Ukraine), est un écrivain soviétique puis ukrainien. 

## Biographie
Après ses études à l'université nationale Taras-Chevtchenko de Kiev en 1963, Valéri Chevtchouk travaille comme correspondant du kiévien La Jeune garde (Moloda hvardija) et collaborateur scientifique du musée historique de Kiev.

### Carrière littéraire
Valéri Chevtchouk est l’auteur de nombreuses œuvres sur des thèmes historiques et contemporains, dont :
- Au milieu de la semaine (Sered tyžn’a, 1967),
- 12, rue Naberejna (Naberežna, 12, 1968),
- Un soir de l’automne sacré (Večir sv’atoji oseni, 1969),
- Le Cri du coq à l’aube (Kryk pivn’a na svitanku, 1979),
- La Vallée des sources (Dolyna džerel, 1981),
- La Maison sur la colline (Dim na hori, 1983),
- Petit intermède vespéral (Malen’ke večirne intermecco, 1984),
- Trois feuilles derrière la fenêtre (Try lystky za viknom, 1986),
- L’Arbe pensant (Myslenne derevo, 1989),
- Le Sentier dans l’herbe (Stežka v travi, 1994),
- L’Œil du gouffre (Oko prirvy, 1996).

Le thème principal de l’œuvre de Chevtchouk est la sauvegarde des valeurs spirituelles dans le passé comme au présent. Il cherche dans l’histoire de l'Ukraine ce qui la rapproche de l’époque contemporaine. Dans la trilogie Trois feuilles derrière la fenêtre (Try lystky za viknom), il analyse le destin des trois personnages principaux, qui ont vécu respectivement au XVIIe siècle, au XVIIIe siècle et au XIXe siècle, et trace leurs portraits psychologiques très justes[Interprétation personnelle ?]. Les personnages favoris de Chevtchouk sont des intellectuels plongés dans des réflexions sur le destin de l’Ukraine et de l’humanité, des natures complexes dont les déductions sont fondées sur leur propre raisonnement. Un grand nombre de ses œuvres porte la marque de la philosophie de la « génération des années soixante » avec son rejet ouvert de tout dogme. 
Parmi les personnages de Valéri Chevtchouk, il y a beaucoup de marginaux, ceux-là mêmes qui comprennent le mieux le cours des événements, à la différence de ceux qui sont entraînés dans le tourbillon du monde. La prose de Chevtchouk est essentiellement intellectuelle. Il est le maître de l’analyse psychologique du comportement de ses héros et de son interprétation mythologique.

### Traductions
Valéri Chevtchouk est également un traducteur et un commentateur réputé d’œuvres de la littérature ukrainienne ancienne. Ainsi, il a publié les ouvrages suivants : Le Luth d’Apollon. Les poètes kièviens des XVIIe et XVIIIe siècles (Apollonova l’utn’a. Kyjivs’ki poety XVII-XVIII st., 1982), Les Chants de Cupidon. La poésie amoureuse en Ukraine à partir du XVIe siècle jusqu’au début du XIXe siècle (Pisni Kupidona. L’ubovna poezija na Ukrajini v XVI-počatku XIX st., 1984), Anthologie de la poésie ukrainienne du XIe au XVIIe siècle (Antolohija ukrajins’koji poeziji XI-XVII st., 1984), Ivan Vychensky. Œuvres (Ivan Vyšens’kyj. Tvory, 1986), Le Champ de Mars. La poésie héroïque en Ukraine du XIe au XIXe siècle (Marsove pole. Herojicna poezija na Ukrajini XI-XIX st., en 2 volumes, 1988-1989), Samiïlo Velytchko. Chronique (Samijlo Velycko. Litopys, en 2 volumes, 1991), Grigori Skovoroda. Œuvres (Hryhorij Skovoroda. Tvory, en 2 volumes, 1994), Le Catéchisme de Petro Mohyla (Katexizys Petra Mohyly, 1996).

## Prix et distinctions
En 1988, Valéri Chevtchouk reçoit le prix Chevtchenko pour le roman-trilogie Trois feuilles derrière la fenêtre (Try lystky za viknom).

## Publications
- V. Chevtchouk, Dol'a. Knyha pro T. Chevtchenka v obrazax ta faktax (Le destin. Livre sur T. Chevtchenko. Images et faits). Kyiv, 1993
- V. Chevtchouk, Kozac'ka derzava (L'État cosaque), Kyiv, 1995
- V. Chevtchouk,  U cerevi apokaliptycnoho zvira (Dans les entrailles de la bête apocalyptique), Kyiv, 1995
- V. Chevtchouk, Zinka-zmija (La Femme-serpent), Kyiv, 1998